# Sphagnum palustre
Sphagnum palustre L. è una specie di muschio della famiglia Sphagnaceae; si trova in ambienti palustri, con acque oligotrofiche, aventi un pH acido, causato dalla presenza di materiale organico decomposto.
Su di esso possono insediarsi piante adattate a trarre nutrienti dall'esoscheletro degli insetti, come le Drosere (Drosera intermedia, Drosera rotundifolia).
In ambienti molto favorevoli tende a formare piccole collinette alimentate solo da acqua piovana o umidità.
Contribuisce alla formazione della torba, dando origine a torbiere.
Viene considerata una specie relitta se presente nella zona mediterranea, dove a causa delle bonifiche, inquinamento e incuria (se non distruzione) del suo habitat è specie sempre più rara.
Un luogo dove le sfagnete riescono a sopravvivere grazie al lavoro del volontari della Lipu, sono le torbiere del Lago di Massaciuccoli, dove si trovano più di due specie di Sphagnum, tra cui Sphagnum palustre, in testimonianza delle ere glaciali quaternarie.